# Euplesia sphingidea
Euplesia sphingidea là một loài bướm đêm thuộc phân họ Arctiinae, họ Erebidae.